# 宽瓣棘豆
宽瓣棘豆（学名：Oxytropis platysema）为豆科棘豆属下的一个种。